# A Brit Indiai-óceáni Terület címere

A Brit Indiai-óceáni Terület címere

A Brit Indiai-óceáni Terület címere egy kék színű pajzs, amelyen három fehér hullámos sáv, egy pálmafa, rajta egy koronával, valamint egy brit zászló látható. A pajzs fölött egy újabb korona, illetve egy bástya és a terület zászlaja látható, oldalról pedig két teknős (egy közönséges cserepesteknős és egy közönséges levesteknős) tartja, utalva a helyi élővilágra. Alul egy szalagon olvasható a terület mottója: „In tutela nostra Limuria” (Limuria bennünk bízik).